# Vicus Longus
De Vicus Longus was een straat in het oude Rome. 
De Vicus Longus lag in Regio IV. Hij liep in de vallei tussen de heuvels Viminaal en Quirinaal en 
verbond de volkswijk Subura met de top van de Quirinaal. Langs de Vicus Longus lagen altaars voor Febris en Fortuna en de Tempel van Pudicitia Plebeia. Bij de bouw van de grote Thermen van Diocletianus aan het begin van de 4e eeuw, kwam een deel van de Vicus Longus te vervallen. 
De moderne Via Nazionale volgt vrijwel hetzelfde traject als de Vicus Longus.

## Bron
- Vertaald van de Engelstalige Wikipedia: en:Vicus Longus